# Bob la Jocurile Olimpice de iarnă din 1968 - Patru (masculin)
Proba de bob patru masculin de la Jocurile Olimpice de iarnă din 1968 de la Grenoble, Franța a avut loc pe 16 februarie 1968.

## Program
| Data         | Runda                      |
| ------------ | -------------------------- |
| 16 februarie | Manșa 1 și manșa a 2-a     |
| 17 februarie | Manșa a 3-a și manșa a 4-a |

Din cauza vremii ultimele două manșe nu au avut loc.

## Rezultate
| Loc | Țară                               | Sportivi                                                                | Manșa 1 | Manșa 2 | Total   |
| --- | ---------------------------------- | ----------------------------------------------------------------------- | ------- | ------- | ------- |
| 1   | Italia (ITA-1)                     | Eugenio Monti Luciano De Paolis Roberto Zandonella Mario Armano         | 1:09,84 | 1:07,55 | 2:17,39 |
| 2   | Austria (AUT-1)                    | Erwin Thaler Reinhold Durnthaler Herbert Gruber Josef Eder              | 1:10,08 | 1:07,40 | 2:17,48 |
| 3   | Elveția (SUI-1)                    | Jean Wicki Hans Candrian Willi Hofmann Walter Graf                      | 1:10,65 | 1:07,39 | 2:18,04 |
| 4   | România                            | Ion Panțuru Petre Hristovici Gheorghe Maftei Nicolae Neagoe             | 1:10,59 | 1:07,55 | 2:18,14 |
| 5   | Germania de Vest (FRG-1)           | Horst Floth Willi Schäfer Frank Lange Pepi Bader                        | 1:10,49 | 1:07,84 | 2:18,33 |
| 6   | Italia (ITA-2)                     | Gianfranco Gaspari Giuseppe Rescigno Andrea Clemente Leonardo Cavallini | 1:10,24 | 1:08,12 | 2:18,36 |
| 7   | Franța (FRA-1)                     | Francis Luiggi André Patey Gérard Monrazel Maurice Grether              | 1:10,45 | 1:08,39 | 2:18,84 |
| 8   | Marea Britanie (GBR-1)             | Tony Nash Guy Renwick Robin Widdows Robin Dixon                         | 1:10,65 | 1:08,19 | 2:18,84 |
| 9   | Germania de Vest (FRG-2)           | Wolfgang Zimmerer Stefan Gaisreiter Hans Baumann Peter Utzschneider     | 1:11,12 | 1:08,35 | 2:19,47 |
| 10  | Statele Unite ale Americii (USA-2) | Boris Said, Jr. David Dunn Robert Crowley Phil Duprey                   | 1:11,08 | 1:08,48 | 2:19,56 |
| 11  | Franța (FRA-2)                     | Bertrand Croset Claude Roussel Louis Courtois Henri Sirvain             | 1:11,11 | 1:08,61 | 2:19,72 |
| 12  | Elveția (SUI-2)                    | René Stadler Hansruedi Müller Robert Zimmermann Ernst Schmidt           | 1:11,02 | 1:08,81 | 2:19,83 |
| 13  | Austria (AUT-2)                    | Manfred Hofer Hans Ritzl Fritz Dinkhauser Karl Pichler                  | 1:10,90 | 1:09,12 | 2:20,02 |
| 14  | Marea Britanie (GBR-2)             | John Blockey John Brown⁠(d) Tim Thorn Mike Freeman                       | 1:11,52 | 1:08,67 | 2:20,19 |
| 15  | Statele Unite ale Americii (USA-1) | Bill Hickey Howard Clifton Michael Luce Paul Savage                     | 1:11,45 | 1:08,92 | 2:20,37 |
| 16  | Suedia                             | Rolf Höglund Hans Hallén Sven Martinsson Börje Hedblom                  | 1:12,20 | 1:09,90 | 2:22,10 |
| 17  | Canada                             | Purvis McDougall Bob Storey Michael Young Andrew Faulds                 | 1:12,61 | 1:10,21 | 2:22,82 |
| 18  | Spania (ESP-2)                     | Víctor Palomo Maximiliano Jones José Clot Eugenio Baturone              | 1:12,86 | 1:10,32 | 2:23,18 |
| 19  | Spania (ESP-1)                     | Guillermo Rosal Néstor Alonso José Manuel Pérez Antonio Marín           | 1:12,90 | 1:11,42 | 2:24,32 |